# 魯斯 (加利福尼亞州)
魯斯（英語：Ruth）是位於美國加利福尼亞州三一縣的一個人口普查指定地區。

## 地理
魯斯的座標為40°17′09″N 123°20′57″W / 40.28583°N 123.34917°W，而該地最高點為海拔高度894米（即2933英尺）。

## 人口
根據2010年美國人口普查的數據，魯斯的面積為104.948平方千米，當中陸地面積為100.501平方千米，而水域面積為4.347平方千米。當地共有人口195人，而人口密度為每平方千米1人。